# بچه (فیلم ۲۰۱۰)
بچه (انگلیسی: The Kid) یک فیلم در سبک درام و زندگی‌نامه‌ای به کارگردانی نیک موران است که در سال ۲۰۱۰ منتشر شد.

## بازیگران
- روپرت فرند
- ناتاشا مک‌الهون
- یوان گریفید
- دیوید اوهارا
- آلفی آلن
- آگوستوس پرو
- برنارد هیل
- جیمز فاکس
- جودی ویتاکر
- کیت اشفیلد
- رالف برون
- تام برک
- بن هاکی